# الجمعية الأمريكية للأطباء النفسيين
الجمعية الأمريكية للأطباء النفسيين (بالإنجليزية: American Psychiatric Association، واختصاراً APA)‏ هي المنظمة المختصة الرئيسية لـ(الأطباء النفسيين) والمتدربين في الطب النفسي في الولايات المتحدة وهي الأشهر عالمياً. يبلغ عدد أعضائها 38,000 عضو من أنحاء العالم لكن معظمهم أمريكيون.

## وصلات خارجية
- الجمعية الأمريكية للأطباء النفسيين على موقع الموسوعة البريطانية (الإنجليزية)
- الجمعية الأمريكية للأطباء النفسيين
- The American Psychological Association
- MindFreedom International